# Helwingia himalaica
Helwingia himalaica là một loài thực vật có hoa trong họ Helwingiaceae. Loài này được Hook.f. & Thomson ex C.B.Clarke mô tả khoa học đầu tiên năm 1879.